# Tesfaye Gebre Kidan
Tesfaye Gebre Kidan Geletu (amárico: ተስፋዬ ገብረ ኪዳን ገለቱ, romanizado: Täsfaye Gäbrä Kidan Gälätu, c.  1935 - 4 de junho de 2004) foi um general etíope que foi o presidente interino da Etiópia por uma semana no final de maio de 1991.

## Presidência
Tesfaye assumiu um regime em estado de colapso total. Ele só governou por uma semana antes do FDRPE marchar em Adis Abeba e tomar o poder em 27 de maio de 1991. "As tropas do governo se voltaram umas contra as outras", dizia um relato contemporâneo. "Soldados saquearam a propriedade estatal de forma desenfreada". Tesfaye percebeu quase assim que assumiu o poder que estava em uma posição insustentável. Com o FDRPE se aproximando de Adis Abeba por todos os lados, Tesfaye informou ao encarregado de negócios dos EUA em Adis Abeba que ele não podia mais controlar a situação e havia perdido o comando do que restava do exército. Depois de anunciar um cessar-fogo unilateral, ele fugiu para a segurança da Embaixada da Itália. De acordo com Paul B. Henze, Tesfaye primeiro procurou refúgio na embaixada dos EUA, mas o embaixador Robert Houdek o recusou.
O general permaneceu um prisioneiro virtual na Embaixada. Ele sofreu um derrame enquanto estava na embaixada e, como resultado, usava uma cadeira de rodas para se locomover.

## Morte
A morte de Tesfaye foi confirmada publicamente em 4 de junho de 2004.